# Wohldorf-Ohlstedt
Wohldorf-Ohlstedt è un quartiere della città tedesca di Amburgo. È compreso nel distretto di Wandsbek.